# 한성정부 약법
한성정부 약법(漢城政府略法)은 1919년 4월 23일 서울에서 설립된 한성정부가 선포한 약식 헌법이다. 한성정부 약법은 1919년 4월 11일 공표된 대한민국 임시 헌장보다 12일 정도 늦게 발표되었지만, 민주공화제를 채용한 점에서 기본 내용이 거의 동일하다. 한성 임시정부는 1919년 3.1 운동 직후인 4월 23일에 서울에서 선포된 임시정부이다. 이후 9월 11일 상해에 있는 대한민국 임시정부와 통합되었다. 상해 임시정부는 위치는 중국 상하이에 있었지만, 명목상 한성 임시정부를 계승한 것으로 하였다.
한성정부 약법의 내용은 다음과 같다.
- 제1조 국체는 민주제를 채용함
- 제2조 정체는 대의제를 채용함
- 제3조 국시는 국민의 자유와 권리를 존중하고 세계평화의 행운을 증진케 함
- 제4조 임시정부는 하의 권한이 유함 - 일체 내정, 일체 외교
- 제5조 조선국민은 하의 의무가 유함 - 납세, 병역
- 제6조 본 약법은 정식국회를 소집하야 헌법을 선포하기까지 차를 적용함

## 같이 보기
- 한성정부
- 대한민국 임시정부
- 대한민국 임시 헌장
- 대한민국 임시 헌법
- 대한민국 헌법의 역사
- 대한민국 임시 의정원